# ژاک فاتی
ژاک فاتی (انگلیسی: Jacques Faty؛ زادهٔ ۲۵ فوریهٔ ۱۹۸۴) بازیکن فوتبال اهل فرانسه است.
از باشگاه‌هایی که در آن بازی کرده‌است می‌توان به باشگاه فوتبال المپیک مارسی، باشگاه فوتبال رن، باشگاه فوتبال سوشو، باشگاه فوتبال سنترال کوئست مارینرز، باشگاه فوتبال سیواس‌اسپور، باشگاه فوتبال باستیا، باشگاه فوتبال سیدنی، و باشگاه فوتبال ووهان اشاره کرد.
وی همچنین در تیم‌های ملی فوتبال زیر ۲۱ سال فرانسه و سنگال بازی کرده‌است.